# قنطريون قبرصي
القنطريون القبرصي واسمه العلمي (باللاتينية: Centaurea akamantis) نوع نباتي ينتمي إلى جنس القنطريون من الفصيلة النجمية.